# Tubigon
Tubigon is een gemeente in de Filipijnse provincie Bohol op het gelijknamige eiland. Bij de census van 2015 telde de gemeente bijna 46 duizend inwoners.

## Geografie

### Bestuurlijke indeling
Tubigon is onderverdeeld in de volgende 34 barangays:
| - Bagongbanwa - Bunacan - Banlasan - Batasan (Batasan Island) - Bilangbilangan - Bosongon - Buenos Aires - Cabulihan - Cahayag - Cawayanan - Centro - Genonocan | - Guiwanon - Ilihan Norte - Ilihan Sur - Libertad - Macaas - Mocaboc Island - Matabao - Panadtaran - Panaytayon - Pandan - Pangapasan - Pinayagan Norte | - Pinayagan Sur - Pooc Occidental - Pooc Oriental - Potohan - Talenceras - Tan-awan - Tinangnan - Ubay Island - Ubojan - Villanueva |

## Demografie
Tubigon had bij de census van 2015 een inwoneraantal van 45.893 mensen. Dit waren 991 mensen (2,2%) meer dan bij de vorige census van 2010. Ten opzichte van de census van 2000 was het aantal inwoners gegroeid met 5.508 mensen (13,6%). De gemiddelde jaarlijkse groei in die periode kwam daarmee uit op 0,84%, hetgeen lager was dan het landelijk jaarlijks gemiddelde over deze periode (1,84%).

De bevolkingsdichtheid van Tubigon was ten tijde van de laatste census, met 45.893 inwoners op 81,87 km², 560,6 mensen per km².

## Foto's
|  |  |  |  |